# Проспект Ленина (Стерлитамак)
Проспе́кт Ле́нина — проспект в западной части города Стерлитамака. Начинается от химзаводского кольца и тянется в юго-западном направлении до площади Победы (Октябрьского кольца), соединяя центр города с северной промышленной зоной. Длина 3,87 км.

## История
Проспект Ленина начали застраивать в 60-х годах XX века по Плану Совета Министров СССР о построении в Стерлитамаке промышленного центра для соединения северной зоны строения (Нахимовский микрорайон) с южной зоной строения (Уральский микрорайон).

## Мероприятия
На проспекте каждое 9 мая от площади Башкирского драмтеатра начинается праздничный парад войск и ветеранов с руководством города. В сентябре от той же площади по направлению к Октябрьскому кольцу проходит всероссийский день бега «Кросс нации», по другим праздничным мероприятиям улица иногда перекрывается.

## Инфраструктура
На проспекте находятся:
- Башкирский драматический театр (раньше в здании также находилась городская филармония) — дом 30в
- Дворец пионеров и школьников имени Аркадия Петровича Гайдара — дом 47
- Стерлитамакская государственная педагогическая академия имени Зайнаб Биишевой — дом 49
- Стадион — за филармонией
- Стерлитамакская государственная филармония — дом 2а (бывшее здание Городского дворца культуры)
- Парк культуры и отдыха имени Ю. А. Гагарина
- УВД по городу Стерлитамак — дом 7а
- Городской ЗАГС — дом 53
- Физико-математический институт — дом 37
- Metro AG — проспект Ленина, 2М

## Достопримечательности
- Памятник Ленину — на площади Башдрамтеатра (скульпторы Т. П. Нечаева и Б. Д. Фузеев)
- Праздничная трибуна — на площади Башдрамтеатра (скульпторы Т. П. Нечаева и Б. Д. Фузеев)
- Бульвар